# Quận Anderson, Tennessee
Quận Anderson (tiếng Anh: Anderson County) là một quận của Mỹ nằm ở tiểu bang Tennessee. Dân số của quận là 71.330 người theo điều tra dân số Hoa Kỳ năm 2000. Các điều tra dân số năm 2005 ước tính dân số là 72.430 người . Quận lỵ của nó là Clinton [1].
Quận này nằm trong khu vực thống kê dân số Knoxville, Tennessee.

## Địa lý
Theo Cục điều tra dân số Hoa Kỳ, quận có tổng diện tích 345 dặm vuông (893 km ²), trong đó, 338 dặm vuông (874 km ²) là đất và 7 dặm vuông (19 km ²) của nó (2,12%) là diện tích mặt nước.

### Quận giáp ranh
- Quận Campbell (phía bắc)
- Quận Union (đông bắc)
- Quận Knox (đông nam)
- Quận Roane (tây nam)
- Quận Morgan (phía tây)
- Quận Scott (tây bắc)

## Thông tin nhân khẩu

Tháp tuổi quận Anderson

Theo điều tra dân 2 năm 2000, quận có dân số 71.330 người, 29.780 hộ, và 20.518 gia đình sống trong quận. Mật độ dân số là 211 người trên một dặm vuông (82/km ²). Có 32.451 đơn vị nhà ở với mật độ trung bình là 96 cho mỗi dặm vuông (37/km ²). Các trang điểm chủng tộc của quận đã được 93,36% người da trắng, 3,88% da đen hay Mỹ gốc Phi, 0,32% người Mỹ bản xứ, 0,83% người châu Á, 0,01% người đảo Thái Bình Dương, 0,38% từ các chủng tộc khác, và 1,22% từ hai hoặc nhiều chủng tộc. 1,10% dân số là người Hispanic hay Latino thuộc chủng tộc nào đó.
Quận có 29.780 hộ, trong đó 29,60% có trẻ em dưới 18 tuổi sống chung với họ, 53,80% là các cặp vợ chồng sống với nhau, 11,50% có chủ hộ là nữ không có mặt chồng, và 31,10% là không lập gia đình. 27,70% của tất cả các hộ gia đình đã được tạo thành từ các cá nhân và 12,10% có người sống một mình 65 tuổi trở lên đã được người. Bình quân mỗi hộ là 2,37 và cỡ gia đình trung bình là 2,88.
Trong quận, dân số đã được trải ra với 23,20% ở độ tuổi dưới 18, 7,50% 18-24, 27,30% 25-44, 25,50% 45-64, và 16,60% người 65 tuổi trở lên. Tuổi trung bình là 40 năm. Cứ mỗi 100 nữ có 91,10 nam giới. Cứ mỗi 100 nữ 18 tuổi trở lên, đã có 87,40 nam giới.
Thu nhập trung bình cho một gia đình trong quận đã được 35.483 đô la Mỹ, và thu nhập trung bình cho một gia đình được 42.584 USD. Nam giới có thu nhập trung bình 33.710 USD so với 23.467 USD đối với phái nữ. Thu nhập trên đầu cho các quận được $ 19.009 đô la Mỹ. Giới 10,20% gia đình và 13,10% dân số sống dưới mức nghèo khổ, trong đó có 18,40% những người dưới 18 tuổi và 8,80% có độ tuổi từ 65 trở lên. 